# Краљевина Есекс
Краљевина Есекс (енгл. Kingdom of Essex) или Краљевина Источних Саксонаца (староенглески: Ēast Seaxna rīce) била је једна од седам држава англосаксонске хептархије. Основана је у 6. веку и простирала се на територији данашњих енглеских грофовија Есекс, Хартфордшир, Мидлсекс и Кент. Краљеви Есекса често су били у вазалном односу према страним владарима. Последњи краљ Есекса био је Сигеред, а он је своје краљевство 825. године препустио Егберту, краљу Весекса.